# 제주 화산섬과 용암 동굴
제주 화산섬과 용암동굴은 대한민국의 제주특별자치도(제주도)에 있는 세계유산이다. 한라산 천연보호구역, 거문오름 용암동굴계, 성산일출봉 응회환의 3개 구역으로 구분되어 2007년 6월 27일 제31차 세계유산위원회에서 세계자연유산으로 등재되었다.

## 같이 보기
- 오름(기생화산)
- 용암동굴
- 대한민국의 세계유산

## 참고 문헌
- 《유네스코의 제주도 등록기준》, 세계유산센터, 유네스코한국위원회